# Sjednocená kandidátka
Sjednocená kandidátka (hebrejsky הרשימה המשותפת‎, ha-Rešima ha-mešutefet, arabsky القائمة المشتركة‎) je izraelská politická aliance vytvořená v lednu 2015 čtyřmi politickými stranami izraelských Arabů před nadcházejícími předčasnými parlamentními volbami v březnu 2015.

## Historie
V roce 2014 přijal Kneset úpravu volebního zákona, podle které byl práh pro vstup do parlamentu zvýšen z 2 % na 3,25 %. V dosluhujícím Knesetu zvoleném ve volbách roku 2013 fungovalo několik samostatných politických subjektů zastupujících arabskou menšinu. Kvůli nutnosti překročení zvýšené klauzule se tyto strany rozhodly utvořit předvolební alianci se společnou kandidátní listinou. Jde o islamistickou[zdroj?] stranu Ra'am, stranu Ta'al, nacionalistickou Balad a postkomunistickou Chadaš. Lídrem kandidátky je Ajman Ode, na dalších volitelných místech se vždy střídají zástupci jednotlivých stran. Na kandidátce figurovali i někteří Židé (komunistická strana Chadaš měla totiž smíšené arabsko-židovské členstvo). Na volitelném 8. místě to byl Dov Chenin.
Aliance si za cíl kladla sjednotit arabský sektor v Izraeli, zvýšit volební účast izraelských Arabů a zvětšit jejich parlamentní zastoupení. V průzkumu preferencí z 27. ledna 2015 měla nová formace šanci získat 12 křesel. Zároveň ale čelila pochybám, zda dokáže trvaleji spojit ideologicky nesourodé proudy arabské politiky v Izraeli.
Ve volbách nakonec Sjednocená kandidátka obdržela přes 440 000 hlasů (cca 10,5 % všech odevzdaných hlasů) a 13 poslaneckých křesel. V předchozím volebním období měly čtyři samostatné arabské strany jen 11 mandátů.